# 6125 Singto
A 6125 Singto (ideiglenes jelöléssel (6125) 1989 CN) a Naprendszer kisbolygóövében található aszteroida. Ueda és Kaneda fedezte fel 1989. február 4-én.